# Бирюки (Донецкая область)
Бирюки (укр. Бирюки) — село на Украине, административно подчинено Моспинскому горсовету Пролетарского района города Донецка.

## География

#### Соседние населённые пункты по странам света
С, СЗ: город Моспино
СВ: Грабское, Грузско-Ломовка
З: Горбачёво-Михайловка, Менчугово, Придорожное
В: Агрономичное
ЮЗ: Калинина, Кирово, Новый Свет
ЮВ: Новодворское, Михайловка, Андреевка
Ю: Вербовая Балка, Светлое

## История
В июле 1995 года Кабинет министров Украины утвердил решение о приватизации находившегося здесь племзавода "Будённовский".
С весны 2014 года находится под контролем сторонников непризнанной Донецкой Народной Республики.

## Население
| Год  | Количество жителей |
| ---- | ------------------ |
| 1989 | 805                |
| 2001 | 696                |
| 2011 | 761                |
| 2013 | 700                |

## Адрес местного совета
83492, Донецкая область, Донецкий горсовет, г. Моспино, ул. Кооперативная, 22, тел. 221-71-12